# Abu Marwan Abd al-Malik II Saadi
Abu Marwan Abd al-Malik II, död 1631, var regerande sultan av Marocko mellan 1627 och 1631. Han tillhörde saadiernas dynasti.